# Galba (gasterópodo)
Galba es un género de pequeños caracoles de agua dulce que respiran aire de la familia Lymnaeidae.
La especie más conocida del género es Galba truncatula .
El género Galba se conoce desde el Jurásico hasta la actualidad. 

## Especies
Las especies dentro del género Galba incluyen:
- Galba bulimoides (I. Lea, 1841)[3]
- Galba primos (Jousseaume, 1887)
- Galba cubensis (Pfeiffer, 1839)
- Galba cyclostoma (Walker, 1908) (sinónimo: Fossaria cyclostoma (Walker, 1808) )
- Galba dalli (FC Baker, 1907)
- † Galba dupuyiana (Noulet, 1854)
- Galba exigua (I. Lea, 1841)
- Galba galbana Say, 1825) (sinónimo: Fossaria galbana Say, 1825 )[4]
- † Galba gaudryi Wenz, 1922
- † Galba halavatsi Wenz, 1922
- Galba meridensis (Bargues, Artigas, Khoubbane & Mas-Coma, 2011)
- † Galba menor (Thomä, 1845)
- Galba modicella (Say, 1825)
- Galba neotropica (Bargues, Artigas, Mera y Sierra, Pointier & Mas-Coma, 2007)[5]
- Galba obrussa (Say, 1825)
- Galba parva (I. Lea, 1841) (sinónimo: Fossaria parva (I. Lea, 1841))
- Galba pervia (Martens, 1867)[6]
- Galba schirazensis Küster, 1862
- Galba sibirica (Westerlund, 1885)
- † Galba subminuta (Almera & Bofill y Poch, 1895)
- † Galba suboblonga (Kovalenko, 1994)
- † Galba subpalustris - una especie fósil del Mioceno tardío
- Galba viatriz (d'Orbigny, 1835)

Subgénero Galba (Galba) Schrank, 1803
- † Galba (Galba) bulimoides (Klein, 1846)
- † Galba (Galba) córnea (Brongniart, 1810)
- † Galba (Galba) kenesensis (Halavats, 1903)
- † Galba (Galba) phrygopalustris (Oppenheim, 1919)
- † Galba (Galba) praepalustris (romana, 1907)
- † Galba (Galba) sandbergeri (Łomnicki, 1886)
- † Galba (Galba) subtruncatula (Clessin, 1885)
- † Galba (Galba) suevica (Wenz, 1916)
- Galba (Galba) truncatula (OF Müller, 1774)[7] - la especie tipo

Especies puestas en sinonimia
- † Galba dupuyana (Noulet, 1854): sinónimo de † Galba dupuyiana (Noulet, 1854)
- † Galba jaccardi (Maillard, 1892): sinónimo de † Stagnicola jaccardi (Maillard, 1892)
- Galba montanensis FC Baker, 1913: sinónimo de Walterigalba montanensis (FC Baker, 1913)
- Galba occulta Jackiewicz, 1959: sinónimo de Ladislavella terebra (Westerlund, 1885)
- Galba pusilla Schrank, 1803: sinónimo de Galba truncatula (OF Müller, 1774)
- † Galba (Galba) armaniacensis (Noulet, 1857): sinónimo de † Stagnicola armaniacensis (Noulet, 1857)
- † Galba (Galba) bouilleti (Michaud, 1855): sinónimo de † Stagnicola bouilleti (Michaud, 1855)
- † Galba (Galba) glabra (Müller, 1774): sinónimo de † Omphiscola glabra (OF Müller, 1774)
- † Galba (Galba) heriacensis (Fontannes, 1876): sinónimo de † Stagnicola bouilleti (Michaud, 1855)
- † Galba (Galba) jaccardi (Maillard, 1892): sinónimo de † Stagnicola jaccardi (Maillard, 1892)
- † Galba (Galba) kreutzii (Łomnicki, 1886): sinónimo de † Stagnicola kreutzii (Łomnicki, 1886)
- Galba (Galba) palustris (Müller, 1774): sinónimo de Stagnicola palustris (OF Müller, 1774)
- † Galba (Galba) rouvillei (Fontannes, 1879): sinónimo de † Stagnicola bouilleti (Michaud, 1855)
- † Galba (Galba) subfragilis (d'Orbigny, 1852): sinónimo de † Lymnaea subfragilis d'Orbigny, 1852
- † Galba (Galba) subpalustris (Thomä, 1845): sinónimo de † Stagnicola subpalustris (Thomä, 1845)